# Sant Martí de Tous
Sant Martí de Tous est une commune de la province de Barcelone, en Catalogne, en Espagne, de la comarque d'Anoia